# LGBT práva ve Vietnamu

Duhová mapa Vietnamu

Lesby, gayové, bisexuálové a translidé (LGBT) se ve Vietnamu mohou setkávat s právními komplikacemi neznámými pro většinové obyvatelstvo. Mužská i ženská stejnopohlavní sexuální aktivita je zde legální a ani nejsou známy případy existence jakýchkoli zákonů kriminalizujících homosexuální jednání. Nicméně stejnopohlavní páry a jimi tvořené domácnosti nemají rovný přístup ke stejné právní protekci, jíž se dostává párům různého pohlaví. Ačkoliv je homosexualita s odkazem na vietnamské tradice všeobecně považovaná za tabu, povědomí v oblasti LGBT práv s počátkem 21. století stoupá.
První vietnamský pochod hrdosti se bez problémů odehrál 5. srpna 2012 v Hanoji. Od té doby se podobné akce konají i několika dalších provinciích
Ke 30. červnu 2016 je Vietnam spolu s Jižní Koreou, Japonskem, Filipínami, Thajskem, Nepálem a Mongolskem jedinou zemí východní Asie, která podepsala novou rezoluci OSN na ochranu LGBT.

## Zákony týkající se stejnopohlavní sexuální aktivity
Soulož mezi osobami téhož pohlavní není trestný čin a podle historických pramenů není známo, že by kdy na tomto území platily nějaké zákony, které by ji kriminalizovaly.

## Stejnopohlavní soužití
V červenci 2012 oznámil ministr spravedlnosti svůj záměr spustit veřejnou debatu na téma legalizace manželství osob stejného pohlaví.
V červnu 2013 předložil ministr spravedlnosti návrh novely Zákona o manželství a rodině, který by změnil definici manželství ze svazku muže a ženy na svazek dvou osob, a tím poskytl domácnostem tvořeném páry stejného pohlaví stejnou právní úpravu, jíž se dostává domácnostem tvořeném páry různého pohlaví. Národní shromáždění tento návrh projednávalo v říjnu 2013.
24. září 2013 vydala vláda dekret za zrušení pokutovaní stejnopohlavního manželství. Dekret nabyl účinnosti k 11. listopadu 2013.
27. května 2014 Komise pro sociální záležitosti při Národním shromáždění odstranila z návrhu novely Zákona o manželství o rodině ustanovení garantující párům stejného pohlaví rovná práva a povinnosti, která mají páry různého pohlaví. Nový zákon přijalo Národní shromáždění 19. června 2014. Statistika z března 2014 shledala, že 53 % Vietnamců nesouhlasí s legalizací stejnopohlavního manželství.
V listopadu 2013 zrušil parlament návrh přijetí nového ústavního zákona vymezujícího manželství jako svazek muže a ženy.
1. ledna 2015 vešel v účinnost nový Zákon o rodině a manželství z r. 2014. Podle něj je sice legální oddávat homosexuální páry, nicméně bez právních následků. I přesto je však vietnamská LGBT komunita optimistická a poslední vývoj v legislativě vnímá jako posun k lepšímu. Jamie Gillen, sociolog při Národní univerzitě v Singapuru Vietnam shledává jako k sexuálním menšinám umírněnou zemi v porovnání s jeho sousedy jako je například Singapur, kde je stejnopohlavní manželství výslovně zakázané. Podle odhadu by mohla takto otevřená politika přilákat do země co nejvíc turistů, pokud se tedy bude Vietnam tvářit jako vstřícná a přátelská společnost.

## Práva translidí

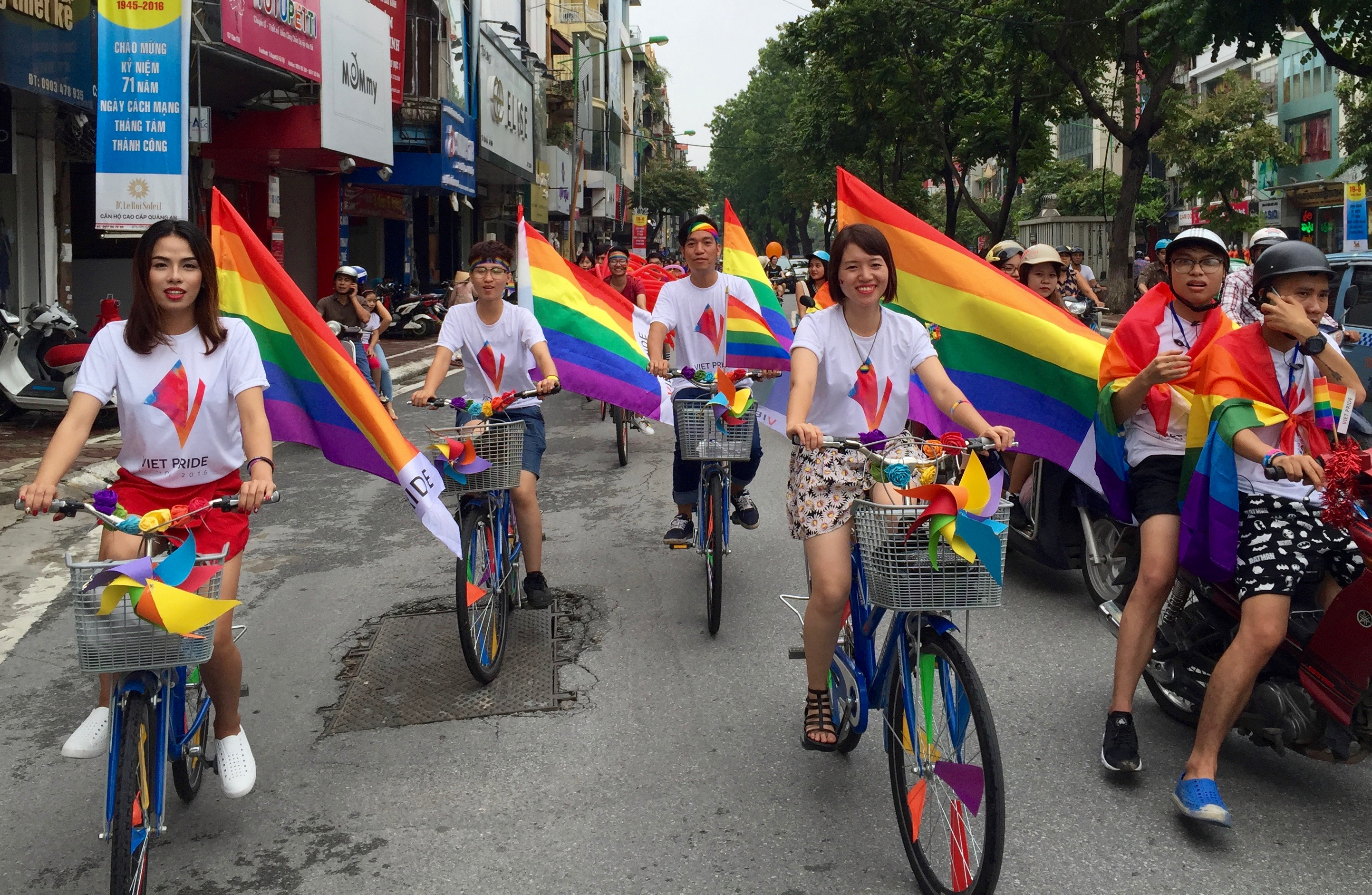
Účastníci Viet Pride 2016

V r. 2017 odhadoval vietnamský resort zdravotnictví, že ve Vietnamu žije odhadem 270-300 tisíc translidí. K jinému závěru došel průzkum vietnamských asociací za práva translidí, podle něhož se za transgender označuje cca 500 tisíc Vietnamců.
Studie z r. 2018 ukázala, že 67,5 % zkoumaných translidí mělo problémy s duševním zdravím, 60 % se pokusilo o sebevraždu, 23 % bylo nuceno k pohlavnímu styku, 16 % se stalo obětí sexuálního násilí a 83 % šikany.
24. listopadu 2015 přijalo Národní shromáždění zákon, který nově umožňuje translidem podstupovat chirurgickou změnu pohlaví. Pro hlasovalo 282 poslanců, proti 84. Předtím byli vietnamští translidé kvůli absenci legislativy umožňující operativní tranzici nuceni cestovat do sousedního Thajska. Osoby, které tuto proceduru podstoupí, si pak mohou změnit své úřední pohlaví. Zákon se stal účinným v lednu 2017. Zákon nicméně potřebuje ještě přijetí dalších prováděcích právních předpisů, včetně úředního postupu v případě žádosti o vydání nových dokladů. V listopadu 2018 oznámil příslušný odbor vietnamského ministerstva zdravotnictví na semináři pořádaném  Việt Nam Union of Science and Technology Associations and Nguyễn Huy Quang, že se Národní shromáždění začne těmito souvisejícími změnami zabývat do roku 2020.

## Služba v armádě
Ve Vietnamu nelze brát jinou sexuální orientaci jako překážku k řádné vojenské službě, která je povinná pro všechny muže starší 18 let. Vojenská služba žen je dobrovolná.

## Veřejné mínění
V r. 2001 řeklo 82 % Vietnamců v průzkumu veřejného mínění, že je homosexualita za všech okolností neakceptovatelná.
Podle výzkumu od HCMC University of Pedagogy z r. 2007, jehož se zúčastnilo 300 studentů tří středních škol, 80 % respondentů odpovědělo "ne" na otázku: "Je homosexualita špatná?"
Průzkum z března 2014 indikoval, že 53 % Vietnamců odmítá stejnopohlavní manželství.
Dle průzkumu ILGA z r. 2016 podporuje stejnopohlavní manželství až 45 % Vietnamců.

## Životní podmínky

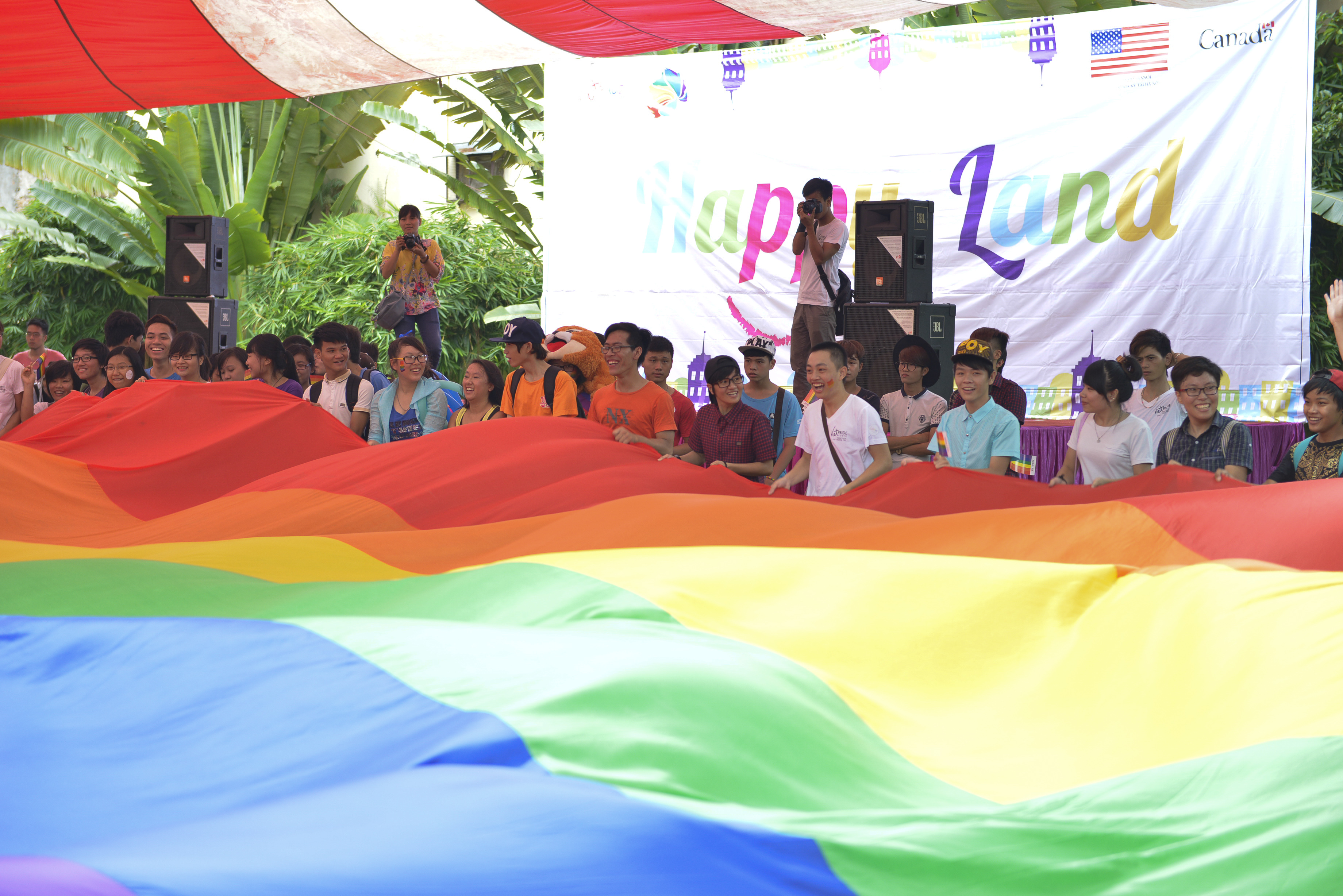
Velká LGBT vlajka nesená skupinou lidí na pochodu Viet Pride v roce 2014.

V roce 2000 napsal vietnamský novinář Bui Anh Tan novelu Svět bez žen (Một Thế Giới Không Có Đàn Bà), která je prvním vietnamským literárním dílem s tematikou homosexuálních lidí. V roce 2007 se tato kniha dočkala zfilmování.
V roce 2002 byla homosexualita vietnamskými médii vykreslována jako "všeobecné zlo" srovnatelné s prostitucí, patologickým hráčstvím a zneužíváním návykových látek s dodatkem, že v dohledné době bude přijato zákonné opatření proti homosexualitě a homosexuálním párům. Publikace jako jsou The Gioi Phu Nu a Tiep Thi Va Gia Dinh prezentují homosexualitu jako poruchu a deviantní počínání neslučitelné s dobrými mravy a tradiční vietnamskou morálkou.
Ten samý rok navzdory vládnímu postoji k homosexualitě coby sociálnímu zlu otiskl časopis Komunistická mládež příběh o lidech rodících se s homosexuální orientací, kteří v něm byli vyobrazeni stejně jako leváci, pro něž je přirozená preference levé ruky.
Kontroverzní filmový režisér Le Hoang rovněž přistoupil na liberální postoj a řekl, že ačkoli je homosexualita duševní poruchou, tak kvality jako jsou morálka, talent a důstojnost nijak nesouvisí s tím, jak je prožívána lidská sexualita.
V roce 2009 se Pham Le Quynh Tram stala první transosobou oficiálně uznanou vietnamskými úřady jako žena. Jako takové jí bylo umožněno změnit si své úřední pohlaví z mužského na ženské, včetně přijetí nového jméno Pham Le Quynh Tram místo Pham Van Hiep. Nicméně podle zprávy od Huffington Post bylo její oficiální uznání koncem ledna 2013 zrušeno.
V září 2010 zveřejnila Tuoi Tre Online, internetová edice novin Tuoi Tre, příběh 18letého čtenáře o krutém zacházení ze strany rodiny, poté co zjistila, že je gay. Dopis získal podporu stovky čtenářů a dostal se prostřednictvím internetu až k Dr. Huynh Van Son, děkanovi fakulty psychologie, HCMC University of Pedagogy. Tehdy poprvé veřejné sdělovací prostředky označily homosexualitu jako normální variantu lidské sexuality. 29. listopadu se v Hanoji konala první mezinárodní gay svatba mezi Japoncem a Irem. Obřad se dočkal mimořádné pozornosti ze strany vietnamské gay a lesbické komunity.
5. srpna 2012 se v Hanoji konal první vietnamský festival hrdosti sexuálních menšin, jehož účastníci vyjádřili podporu manželství pro osoby stejného pohlaví a dalšímu rozvoji LGBT práv.
V roce 2013 vietnamský filmař Dang Khoa natočil sitcom s názvem My Best Gay Friends. Seriál je publikován na YouTube v rámci vysílání vietnamské televize. Khoa chtěl prostřednictvím něj upozornit na přetrvávající předsudky a stereotypy vůči homosexualitě.
Madam Phung's Last Journey (2014) je dokumentární film o transgender Vietnamce Tham Nguyen Thi. Dalším podobným snímkem je Finding Phong (2007) od Tran Phuong Thao a Swann Dubus.
Podle studie z roku 2015 se až 44 % vietnamských LGBT žáků a studentů ve věku 14 až 22 let setkává se stigmatizací, diskriminací a násilím kvůli své odlišné identitě. Jiný průzkum UNESCO navíc ukázal, že cca 19 % studentů má tendenci tiše tolerovat šikanu mířenou proti LGBTIQ+ skupinám. Až 70 % hanojských rodičů deklarovalo, že by zakázalo svým dětem navazovat bližší kontakty s homosexuálními spolužáky, a že konverzní terapie LGBT dětem prospívá. Report USAID z roku 2014 ukázal, že se 54 % LGBT vietnamských studentů necítí ve školských zařízení bezpečně, a že je dokonce zamýšlí opustit. Z těch co se stali oběťmi násilí jich třetina deklarovala, že pomýšlela na sebevraždu, z toho polovina se o ní pokusila. 85 % transgender studentů se nechalo slyšet, že z důvodu šikany a fyzických ataků ukončilo studium.
Bývalý velvyslanec USA ve Vientamu Ted Osius, který je otevřeným gayem, a který veřejně podporuje LGBT práva ve Vietnamu, se společně se svým chotěm zúčastnili několika festivalů hrdosti.
Od 18. září 2017 do 24. září 2017 se konal v pořadí už pátý ročník vietnamského festivalu LGBT hrdosti Hanoi Pride s účastí tisícovek lidí, což je ve srovnání s první akcí tohoto desetinásobný nárůst. Zúčastnila se jej mimo jiné také irská drag queen Panti Bliss. Šestý ročník Hanoi Pride se konal v listopadu 2018 s více než tisícovou účastí. Během akce se část vietnamských LGBTIQ+ aktivistů zúčastnila jízdy na kolech městem nesoucí se v duchu demonstrace za homosexuální manželství a transgender práva. Mimo hlavní město Hanoj se několik festivalů hrdosti odehrálo i v jiných vietnamských městech, včetně Haiphongu, Thanh Hóa, Da Nang, Qui Nhon, Nha Trang, Vũng Tàu, Ho Či Minově městě a Cần Thơ. O všech akcích informovaly vietnamské televizní kanály, zejména VTV4, VTV6 a VTV9.

### HIV a AIDS
V r. 2006 přijala vláda zákony chránící občany infikované virem HIV/AIDS před diskriminací a garantující všem vietnamským občanům rovný přístup k bezplatné zdravotní péči.

## Souhrnný přehled
| Legální stejnopohlavní styk                                                            | (Vždy legální)                                               |
| Stejný věk legální způsobilosti k pohlavnímu styku pro obě orientace                   | (Vždy stejný)                                                |
| Antidiskriminační zákony v zaměstnání                                                  | No                                                           |
| Anti-diskriminační zákony v přístupu ke zboží a službám                                | No                                                           |
| Antidiskriminační zákony v ostatních oblastech (homofobní urážky, zločiny z nenávisti) | No                                                           |
| Stejnopohlavní manželství                                                              | No                                                           |
| Jiná forma stejnopohlavního soužití                                                    | No                                                           |
| Adopce dítěte partnera                                                                 | No                                                           |
| Společná adopce dětí stejnopohlavními páry                                             | No                                                           |
| Gayové a lesby smějí otevřeně sloužit v armádě                                         | Yes                                                          |
| Homosexualita a transsexualita vyškrtnuta ze seznamu nemocí                            | (2022)                                                       |
| Možnost změny pohlaví                                                                  | (Od počátku r. 2017)                                         |
| Přístup k umělému oplodnění pro lesbické ženy                                          | Yes                                                          |
| Zákaz konverzní terapie                                                                | (2022)                                                       |
| Náhradní mateřství pro gay páry                                                        | (ilegální i pro heterosexuální páry)                         |
| MSM smějí darovat krev                                                                 | (Neexistuje přímý zákaz, ale kliniky od dárcovství odrazují) |